# Tin-Tin (tatoueur)
Pour les articles homonymes, voir Tintin (homonymie).
Cyril Auville de son nom d’artiste Tin-Tin est un artiste tatoueur français, né le 19 août 1965 à Nantes.
Il travaille à Paris dans son magasin de Pigalle où il réalise des tatouages dans les styles réaliste et japonisant. Il est le cofondateur et président du Syndicat national des artistes tatoueurs (SNAT), ainsi que l'organisateur du Mondial du tatouage à Paris.

## Biographie
Né le 19 août 1965, il se fait tatouer pour la première fois par Bruno, premier tatoueur installé à Paris, à Pigalle. Il passe beaucoup de temps chez l'emblématique Marcel, tatoueur rue Legendre à Paris, chez qui il observe les bases du métier, étudiant par ailleurs les livres d'art (sur Michel-Ange ou Raphaël par exemple) et des bandes dessinées. Tin-Tin commence à tatouer pendant son service militaire à Berlin en 1984. Il tatoue ensuite à Toulouse, puis remporte un prix à la convention de tatouage de Bruges en 1989. Il tatoue par la suite à Paris à partir de 1992. En 1999, il ouvre son salon de tatouage.  
Il fonde avec le tatoueur Piero Le Mondial du tatouage, la plus importante convention de tatouage en France,.
Dès les années 1990, il se fait connaître par ses reproductions. Ainsi, il tatoue des célébrités. Jérôme Pierrat (rédacteur en chef de Tatouage Magazine) dit de lui dans une interview qu’« il est l'un des premiers au monde à être connu pour son graphisme » et est « connu sur la moindre petite île à l'autre bout du monde ». Son travail est aussi présenté dans Tattooisme réalisé par Chris Coppola et Frédéric Claquin.
Il est père de trois enfants.
En avril 2021, le magazine les Inrocks publie un article écrit par Floriane Valdayron, accusant l'artiste de harcèlement, d’agression, d’exhibition sexuelle, et de séquestration, basé sur les récits de certains anciens collègues et clients.

## SNAT
En 2003, revendiquant le statut d'artiste, il cofonde avec Rémy d'Estampes le syndicat national des artistes tatoueurs (SNAT), une association loi de 1901 dont il est depuis le président.

## Le Mondial du tatouage
Le Mondial du tatouage est une convention qui réunit plus de 400 tatoueurs parmi les meilleurs au monde et connait une fréquentation toujours plus grandissante (plus de 32 000 visiteurs sur trois jours en 2015). 
Après deux premières éditions qui se sont tenues au Bataclan en 1999 et au Trianon en 2000, Tin-Tin relance en 2013 le Mondial du tatouage au Cent Quatre à Paris.
Les demandes d’artistes tatoueurs participants et le nombre de visiteurs étant toujours plus nombreux chaque année, le salon se tient à la Grande halle de la Villette depuis 2014.
Des concerts sont organisés pendant cet évènement. Dog Eat Dog, Orange Goblin et Madball s'y sont notamment produits.

## ExpositionTatoueurs tatoués
Tin-Tin a été le conseiller artistique de l'exposition Tatoueurs tatoués qui s’est tenue au Musée du quai Branly à Paris, du 6 mai 2014 au 18 octobre 2015. Il a lui-même réalisé un tatouage, un modèle avec dragon et fleurs que l’on retrouve sur les affiches de l’exposition.
Toujours dans l’optique de donner au tatouage des lettres de noblesse, Tin-Tin précise : « quand le tatouage rentre au musée des Arts Premiers qui est un musée national français, évidemment ça contribue à la reconnaissance du tatouage en tant qu'art ».

## Collaborations
Tin-Tin a tatoué de nombreuses personnalités : Jean-Paul Gaultier, Lio, Florent Pagny, Yannick Noah, Alizée, Jean-Hugues Anglade, JoeyStarr, Zazie, Clémentine Célarié, Laura Smet, Valérie Damidot, Anthony Delon, Alessandra Sublet, Helena Noguerra, Lucienne Moreau, Virginie Despentes, Emma Daumas, Alexandre Devoise, Kad Merad, Pascal Obispo, Laurent Artufel, Philippe Starck, Julien Doré…
Il a travaillé en collaboration avec de nombreuses marques de haute couture, notamment Givenchy et Jean-Paul Gaultier, pour la réalisation de faux tatouages dans des défilés, publicités ou magazines de mode.
En 2009, pour les cinquante ans de la poupée Barbie, il a réalisé une Barbie tatouée.
En 2012, Tin-Tin a créé trois illustrations de créatures de l'univers japonais pour les montres Swatch : le dragon, le serpent et la carpe (Draconem, Fired Snake et Waved Koî).
Il a participé aux visuels des albums de Lio (Lio chante Prévert en 2000) et de Dick Rivers (Amoureux de vous ! en 2001).

## Arts

### Cinéma / Publicité
Tin-Tin a fait quelques apparitions dans des petits rôles pour le cinéma et la publicité :
- 2003 : Episode Tyrannie de la Saison 7 de PJ
- 2008 : Publicité « Carambar », dans laquelle un bras de fer se termine en tango
- 2012 : Dépression et des potes
- 2012 : Mais qui a retué Pamela Rose ?
- 2015 : Apparition dans le clip Faire des pompes de Jul et Dim.

### Littérature
Tin-tin est mentionné dans trois romans : 
- Cadavre X de Patricia Cornwell : « Tout ça, ce sont des feuilles de flash, par opposition au travail original d'un artiste du tatouage, comme Grime. Ce que je veux dire, c'est qu'on peut identifier un style particulier, pareil qu'avec Van Gogh ou Picasso. Par exemple, je reconnaîtrais n'importe où un Jack Rudy ou un Tin-Tin, c'est le plus beau travail sur les gris que vous verrez jamais »[12]
- Je te retrouverai de John Irving[réf. nécessaire]
- Superstars de Ann Scott [réf. nécessaire]